# Oswald Heer
Oswald Heer, född 31 augusti 1809 i Niederuzwil i kantonen S:t Gallen, död 27 september 1883 i Lausanne, var en schweizisk geolog, botaniker, entomolog och paleontolog.
Heer studerade 1828-1831 såväl teologi som naturvetenskap vid universitetet i Halle an der Saale. År 1832 började han ordna Heinrich Escher-Zollikofers stora insektsamling i Zürich, vilket tog sex år, varunder han samtidigt förberedde utgivandet av Fauna coleopterorum helvetica (1838-1841). År 1834 blev han privatdocent i botanik och entomologi vid det nya universitetet i Zürich, var 1834-1882 föreståndare för den botaniska trädgården där, blev 1835 extra ordinarie och var 1852-1882 ordinarie professor i botanik och entomologi vid universitetet samt 1856-1882 professor i speciell botanik vid det nyinrättade Polytechnikum i Zürich. Åren 1850-1868 var han ledamot av kantonen Zürichs stora råd. 
I sina unga år företog han vidsträckta studieresor i Alperna, sedermera i Österrike, Italien, Frankrike, Spanien samt England och tillbringade vintern 1850-1851 på Madeira. Hans främsta arbeten är växtgeografiska och paleobotaniska och han var obestridligen sin tids främsta paleobotaniker. I särskilt hög grad vidgade han kännedomen om den tertiära tidens vegetation. Banbrytande var hans arbete Flora tertiaria Helvetiæ (1855-1859; med 156 tavlor). Av hans andra arbeten kan nämnas Flora fossilis Helvetiæ (1877, med 70 tavlor), Contributions à la flore fossile du Portugal (1881) samt framförallt Flora fossilis arctica (1868-1883, sju digra band med sammanlagt över 400 tavlor), i vilken han beskriver Svalbards, Björnöns, Novaja Zemljas, Sibiriens, Sachalins, Alaskas, norra Kanadas och Grönlands fossila växter från olika formationer, till stor del utgörande samlingar från svenska expeditioner. För övrigt beskrev han i en mängd arbeten växtfossil från olika ställen i Europa samt även från bland annat Madeira, Nordafrika, Sumatra och Nebraska. Han främsta botaniska arbete var det postumt utgivna Ueber die nivale Flora der Schweiz (1884).
Som entomolog sysselsatte han sig inte enbart med levande insekter, utan utgav även omfattande arbeten över såväl tertiärtidens som juratidens. Hans mest omfattande arbete på detta område torde vara Die Insektenfauna der Tertiärgebilde von Oeningen und Radoboj in Kroatien (1847-53). Ur svenskt perspektiv är Ueber einige Insektenreste aus der raetischen Formation Schonens (1879) av särskilt intresse. Slutligen förtjänar nämnas Die Urwelt der Schweiz (1864; andra upplagan 1879). Anmärkningsvärt är hans antagande av arternas efter längre perioder av oföränderlighet relativt snabbt ("språngvis") skeende om bildning till nya, en åsikt, som ganska nära kan sägas ansluta sig till Hugo de Vries mutationsteori. 
Heer tilldelades Wollastonmedaljen 1874 och Royal Medal 1877. Han invaldes 1876 som utländsk ledamot av Kungliga Vetenskapsakademien.
Auktorsnamnet Heer kan användas för Oswald Heer i samband med ett vetenskapligt namn inom botaniken; se Wikipediaartiklar som länkar till auktorsnamnet.